# Charles Kerremans
Charles Armand Oscar Kerremans (Brussel, 28 oktober 1915 – Antibes, 1 april 1998) was een Belgisch diplomaat.

## Biografie
Charles Kerremans was een kleinzoon van de gelijknamige entomoloog Charles Kerremans. In 1939 promoveerde hij tot doctor aan de Université libre de Bruxelles en in 1946 trad hij in dienst van Buitenlandse Zaken.
In 1949 werd hij secretaris tweede klasse bij Belgische missie bij de Geallieerde Hoge Commissie en adviseur van vertegenwoordiger Louis Scheyven in Bonn. Vervolgens was hij geaccrediteerd in Wenen (1952) en Parijs (1953). Vanaf 1956 was hij werkzaam in de hofhouding van koning Boudewijn en in 1964 werd hij gepromoveerd tot kamerheer.
Van 1965 tot 1970 was Kerremans ambassadeur in Helsinki, van 1970 tot 1974 in New Delhi en tevens bevoegd voor Kabul, Kathmandu, Colombo en Dhaka en van 1974 tot 1975 in Kinshasa. In 1975 werd hij naar Brussel ontboden. Hij beëindigde zijn diplomatieke carrière als ambassadeur in Ottawa.